# Rakke
Rakke est un petit bourg de la commune de Rakke du comté de Viru-Ouest en Estonie .
Au 31 décembre 2011, il compte 927 habitants.